# Alchemilla inversa
Alchemilla inversa är en rosväxtart som beskrevs av Sergei Vasilievich Juzepczuk. Alchemilla inversa ingår i släktet daggkåpor, och familjen rosväxter. Inga underarter finns listade i Catalogue of Life.